# Martin Albrow
Martin Albrow (* 1937) ist ein britischer Soziologe.

## Zur Person
Albrow ist Professor emeritus für Sozialwissenschaften am „Roehampton Institute“ in London. 1985–1987 war er Präsident und ist Ehrenvizepräsident der British Sociological Association. Er wirkte als Gastprofessor an der London School of Economics. Für sein Buch „The Global Age. State and Society beyond Modernity“ erhielt er 1997 den Europäischen Amalfi-Preis für Soziologie und Sozialwissenschaften der Universität Rom.

## Globales Zeitalter
Für Albrow leben wir heute im Globalen Zeitalter. Dem Globalen Zeitalter ging eine Übergangsphase – die Globalisierung – voraus, die mit dem Atombombenabwurf auf Hiroshima begann und die mit der allgemeinen Erkenntnis der Erderwärmung abgeschlossen ist. Das Projekt der Moderne, das für Albrow in etwa an der Wende zum 16. Jahrhundert mit der Entdeckung Amerikas durch Columbus und der ersten Weltumseglung durch Magellan seinen Anfang nahm, fand durch die Globalisierung sein Ende. Es war gekennzeichnet durch die Leitgedanken von Rationalität, Expansion, Kapitalismus, Nationalstaatlichkeit und Innovation. Vor allem die Nationalstaatlichkeit als gesellschaftsbildendes Prinzip, als oberste Instanz der Kontrolle und Organisation des Sozialen, die Expansion als Ausweitung der nationalen Besitzstände in territorialer und wirtschaftlicher Hinsicht und als Ausweitung der Einflussnahme auf die ihm angehörigen Personen und Gruppen und die Rationalität, weniger als Vernünftigkeit, sondern als Unterscheidungsmuster zwischen Rationalem und Irrationalem gelten für Albrow als Leitbilder der Moderne. Die wichtigste Funktion des Staates, dem Träger des Projekts der Moderne, war die Sicherung der Einheit von Staat und Gesellschaft durch die Institutionalisierung des Sozialen. Das Globale Zeitalter, dessen wesentliches Merkmal der Bezug auf Globalität darstellt, wird unter anderem sichtbar in der Relativierung der Identität und des Ortes, der Entkoppelung von Staatsbürgerschaft und Nationalität, der Orientierung am Verbraucher statt am Produzenten und dem Bedeutungsverlust des staatlichen Gewaltmonopols.
In der autopoietischen, kreativen und diversifikatorischen Kraft des Sozialen, welches sich längst schon transnational organisiert, sieht Albrow die Chance der Bürger im Globalen Zeitalter, den Staat aktiv mitzugestalten und mit alltäglichen Praktiken, die zunehmend die ganze Welt miteinbeziehen, eine sozial gerechtere, umweltschonendere und nachhaltigere Gesellschaftsform herzustellen.

## Schriften (Auswahl)
- Bürokratie, List, München 1972 (engl. Erstausgabe: Bureaucracy, 1970)
- Max Weber’s construction of social theory, St. Martin’s Press, New York 1990
- The Global Age: State and Society Beyond Modernity, Polity Press, Cambridge, 1996
  - Abschied vom Nationalstaat : Staat und Gesellschaft im globalen Zeitalter. Übersetzung Frank Jakubzik. Berlin : Suhrkamp, 1998, Das globale Zeitalter, ²2007, ISBN 978-3-518-45868-6.